# Серицит
Серицит (англ. sericite, hydromica; нім. Serizit m) — мінерал класу силікатів, дрібнолускуватий, частково гідратизований різновид мусковіту.
Назва походить від латинського sericus, що означає «шовковий» — від шовковистого блиску порід.

## Загальний опис
Характеризується низьким вмістом K2O та підвищеним SiO2, MgO, H2O. Безбарвний, часто з жовтуватим, сіруватим і зеленуватим відтінками. Породотвірний мінерал гідротермальних утворень і метаморфічних гірських порід. Утворюється за рахунок руйнування польових шпатів. Зустрічається в метаморфічних сланцях, продуктах вивітрювання алюмосилікатів, часто у вигляді включень у кристали плагіоклазів, лужних польових шпатів, лейциту, нефеліну та ін. Серицит має важливе пошукове значення як мінерал, що супроводжує мідне, поліметалічне, золоте та ін. види зруденіння. Син. — пікнофіліт, іноді — іліт.
Розрізняють: серицит магніїстий (серицит, який містить до 3 % MgO).